# Nanocintes de grafè

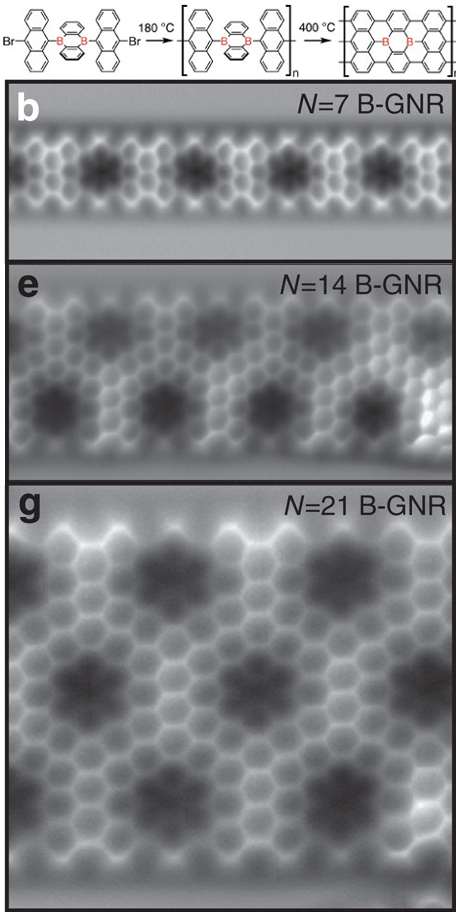
Imatges de microscòpia de força atòmica (AFM) de nanobossos de grafè amb amplada periòdica i patró de dopatge de bor. La reacció de polimerització utilitzada per a la seva síntesi es mostra a la part superior.

Les nanoribbons de grafè (GNR, també anomenades cintes de nanografè o cintes de nanografit) són tires de grafè amb una amplada inferior a 100 nm. Mitsutaka Fujita i els seus coautors van introduir les cintes de grafè com a model teòric per examinar l'efecte de la vora i la mida a nanoescala del grafè.
Es poden produir grans quantitats de GNR controlats d'amplada mitjançant nanotomia de grafit, on l'aplicació d'un ganivet de diamant afilat sobre grafit produeix nanoblocs de grafit, que després es poden exfoliar per produir GNR tal com mostra Vikas Berry. Els GNR també es poden produir "descomprimint" o tallant axialment nanotubs. En un d'aquests mètodes, els nanotubs de carboni de parets múltiples es van descomprimir en solució per l'acció del permanganat de potassi i l'àcid sulfúric. En un altre mètode, els GNR es van produir mitjançant gravat amb plasma de nanotubs parcialment incrustats en una pel·lícula de polímer. Més recentment, es van cultivar nanoribs de grafè sobre substrats de carbur de silici (SiC) mitjançant la implantació d'ions seguida de recuit al buit o làser. Aquesta darrera tècnica permet escriure qualsevol patró sobre substrats de SiC amb 5 precisió nm.
Els GNR es van cultivar a les vores d'estructures tridimensionals gravades en hòsties de carbur de silici. Quan les hòsties s'escalfen a aproximadament 1,000 °C (1,270 K; 1,830 °F), el silici s'allunya preferentment al llarg de les vores, formant nanoribs l'estructura dels quals està determinada pel patró de la superfície tridimensional. Les cintes tenien vores perfectament llises, recuites pel procés de fabricació. Les mesures de mobilitat d'electrons que superen el milió corresponen a una resistència de làmina d'un ohm per quadrat, dos ordres de magnitud més baix que en el grafè bidimensional.
La seva estructura 2D, l'alta conductivitat elèctrica i tèrmica i el baix soroll també fan que els GNR siguin una possible alternativa al coure per a les interconnexions de circuits integrats. La investigació està explorant la creació de punts quàntics canviant l'amplada dels GNR en punts seleccionats al llarg de la cinta, creant un confinament quàntic. S'han realitzat heterounions dins de nanoribs de grafè individuals, entre les quals s'han demostrat estructures que funcionen com a barreres de túnels.
Els nanobossos de grafè posseeixen propietats semiconductores i poden ser una alternativa tecnològica als semiconductors de silici capaç de suportar velocitats de rellotge de microprocessadors al voltant d'1 THz transistors d'efecte de camp inferiors a 10 nm d'ample s'han creat amb GNR - "GNRFET" - amb una relació Ion /Ioff > 10 6 a temperatura ambient.

## Aplicacions
Nanocompostos polimèrics
Els nanoribs de grafè i els seus homòlegs oxidats anomenats nanoribons d'òxid de grafè s'han investigat com a nano-farcits per millorar les propietats mecàniques dels nanocomposites polimèrics. Es van observar augments de les propietats mecàniques dels compostos epoxi en la càrrega de nanoribs de grafè. Es va aconseguir un augment de les propietats mecàniques dels nanocomposites polimèrics biodegradables de poli (fumarat de propilè) amb un baix percentatge de pes mitjançant la càrrega de nanobossos de grafè oxidats, fabricats per a aplicacions d'enginyeria de teixit ossi.
Agent de contrast per a bioimatge
S'han desenvolupat modalitats d'imatge híbrides, com ara la tomografia fotoacústica (PA) (PAT) i la tomografia termoacústica (TA) (TAT) per a aplicacions de bioimatge. PAT/TAT combina els avantatges de l'ecografia pura i la imatge òptica pura / radiofreqüència (RF), proporcionant una bona resolució espacial, una gran profunditat de penetració i un alt contrast de teixit tou. S'ha informat de GNR sintetitzat mitjançant la descompressió de nanotubs de carboni d'una i paret múltiple com a agents de contrast per a imatges i tomografia fotoacústiques i termoacústiques.